# ایی‌آی‌جوتسو

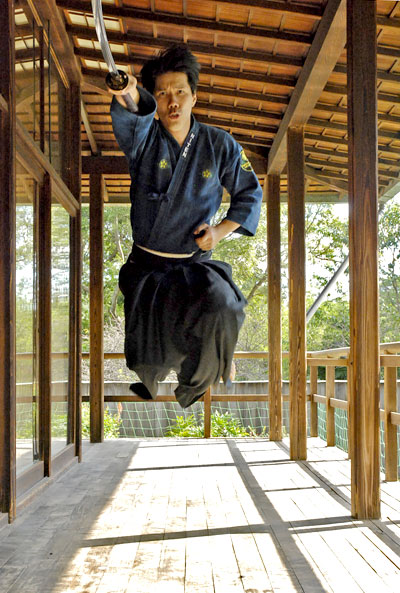
استاد Jorge Kishikawa در حال اجرای یک کاتای ایی‌آی‌جوتسو در مراسم روز یادبود سامورایی در ۲۴ آوریل ۲۰۰۷، برزیل

ایی‌آی‌جوتسو (به ژاپنی: 居合術) یا هنر بیرون آوردن شمشیر، یکی از متدهای رزمی در آموزش مبارزان شمشیر زن سامورائی قدیمی برای رویارویی سریع تر و آمادگی بیشتر بوده‌است.

## هدف ایی‌آی‌جوتسو
ایی‌آی‌جوتسو یک هنر مبارزه‌ای بیرون آوردن شمشیر است که لزوماً خشن هم نیست زیرا هنری است که برای دفع حمله ساخته و افزایش مهارت شمشیر کشی استفاده شده‌است. البته از تکنیک‌های آن می‌توان برای ضد حمله نیز استفاده کرد. روش‌های مبارزه‌ای آن بیشتر از اینکه برای شرایط و موقعیت‌های پرتحرک جنگی ساخته شده باشند برای موقعیت‌های زندگی روزانه یک جنگجو خارج از میدان نبرد ساخته شده‌اند.

## تاریخچه
در کتاب‌های کوجیکی (گزارش رویدادهای کهن) و نیهون‌شوکی (تاریخ ژاپن) که هر دو در قرن هشتم میلادی نوشته شده‌اند، گفته شده که استفاده از شمشیرهای آهنی و هنر شمشیرزنی به زمان اسطوره‌های خدایان ژاپنی (کامی) برمی‌گردد. حفاری‌های باستان‌شناسی قدیمی‌ترین شمشیر بدست آمده در ژاپن را متعلق به قرن دوم پیش از میلاد دانسته‌اند.
گسترش شمشیرزنی حرفه‌ای به عنوان یکی از بخش‌های سیستم کلاسیک bujutsu به زمانی برمی‌گردد که ساخت شمشیر ژاپنی منحی‌دار بلند یک‌لبه شروع شد. در قرن هشتم به شمشیر منحنی تاچی می‌گفتند. این شمشیر از شمشیر با لبه مستقیم ایجاد شد چون سال‌ها نبرد به مبارزان ژاپنی مزیت‌های لبه منحنی‌دار را به لبه مستقیم اثبات کرده بود. لبه منحنی شمشیرهای بلند نوعی جذبه عرفانی نیز به آن‌ها می‌بخشید که هنوز نیز تأثیر آن در فرهنگ امروزین ژاپن قابل مشاهده است.
طبیعت مبارزه‌های جنگجویان ژاپنی که معمولاً در میادین نبرد سوار بر اسب بودند نیاز دسترسی مستقیم به حریف را ایجاد می‌کرد. در دوره کاماکورا (۱۱۵۸–۱۳۳۳ میلادی)، سازندگان شمشیرهای ژاپنی به بالاترین ظرافت و کیفیت در ساخت این شمشیرها رسیدند؛ نبرد بین دو خانواده بزگ و تأثیرگزار تایرا و میناموتو شرایط لازم را برای آزمایش شمشیرها در شرایط سخت آماده کرده بود. در انتهای این دوره، شمشیر بلند (تاچی) با شمشیری کوتاهتر با شکلی جدید (کاتانا) جایگزین شد.
با گسترش این شمشیر جدید در پیاده‌نظام بود که دوره شمشیرزنی کلاسیک ژاپنی شروع شد. تا قرن پانزدهم میلادی شواهد چندانی در مستندات قابل اعتماد دربارهٔ تمرین سیستماتیک شمشیرزنی نیست. به همین دلیل است که کنجوتسو، که هنر شمشیرزنی با شمشیر چوبی (بوکن) است را قدیمی‌تر از ایی‌آی‌جوتسو می‌دانند.

## وضعیت‌های ایستادن در ایی‌آی‌جوتسو
ایی‌آی‌جوتسو یک هنر مبارزه‌ای است و به همین دلیل یک مبارز دو موقعیت شروع برای اجرای تکنیک‌های بیرون آوردن شمشیر دارد. اولی هنگامی است که ششخص دولا شده باشد که به آن ایی‌آی-گوشی می‌گویند. دومی حالتی است که شخص راست ایستاده‌است و به آن تاچی-آی می‌گویند. حالت نشسته یا تاته-هیزا در ایی‌آی‌جوتسو بکار نمی‌رود چون امکان حرکت در اطراف را نمی‌دهد. حالت نشسته بر زانوها یا سیزا نیز به دلیل کم کردن کارایی مبارز استفاده نمی‌شود. البته در هنگام اضطراری مبارز می‌تواند در هر یک از حالات فوق به واکنش سریع بپردازد.